# Van Amstel (geslacht)

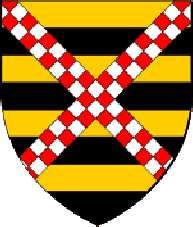
Wapen heren van Amstel

De heren van Amstel (ook geschreven als Heeren van Aemstel) waren een middeleeuws ministeriaal en later adellijk geslacht dat het Amstelland ontgon en het rentmeesterschap voerde over leengoederen in de kerkelijke rechtsdistricten in het noorden en westen van het Nedersticht van Utrecht, eerst in naam van de bisschop van Utrecht en later de graaf van Holland.

## Geschiedenis

#### Oorsprong
De vroegste geschiedenis van het geslacht van Amstel, in de Utrechtse Vechtstreek, is voor een groot deel nog in de nevelen van de oudheid gehuld. De Vechtstreek werd in de middeleeuwen Niftarlake genoemd. De gouw Niftarlake strekte zich uit van Utrecht tot aan de kust van de Zuiderzee. De Vecht vormde daarin een belangrijke handels- route, zowel naar het noorden, gebruikt door bijvoorbeeld de Noormannen, als naar het zuiden, de latere ‘Keulse Vaart’. De beheersing van de mondingen van de handelsvaarwegen Amstel en Vecht en de toegang tot het open IJ waren van groot strategisch belang voor dit gebied. Op verschillende plaatsen werd tol geïnd, in die tijden een belangrijke inkomstenbron. Het is dan ook niet te verwonderen, dat om het bezit van deze regio veel strijd is gestreden. De familie van Amstel heeft daarin een belangrijke rol gespeeld.
De oorsprong van het geslacht van Amstel (in bronnen ook vermeld als Amestelle, Amestello, Aemstel, Amestel, Hamstelle) blijkt uit het goederenbezit van de abdij van Werden (Ruhrgebied, D.) op het oude land van Werinon (Nederhorst den Berg) en Dorssen (Vreeland) ten noorden van Utrecht. Werinon, het huidige Nederhorst den Berg, was van oorsprong familiebezit van Liudger, een missionaris en later rooms-katholiek bisschop uit een vooraanstaande Friese adellijke familie. Hij was één van de grondleggers van het christendom in heel Nederland. Liudger erfde van zijn grootmoeder van moeders kant, Adelburga, een grondgebied dat zich uitstrekte van Utrecht tot aan Muiden. Zijn familiegoed, waaronder Werinon, schonk Liudger aan de door hem zelf in 799 gestichte abdij van Werden, waaronder het enkele eeuwen berust heeft. Op dit familiebezit stichtte hij samen met of in opdracht van Adelburga een kerk (de latere Willibrordkerk), de oudste parochie van de noordelijke Vechtstreek.  
Deze familie-eigendommen in de noordelijke Vechtstreek werden rond het jaar 1050 door de abdij van Werden overgedragen aan de kerk van Sint Martinus, de domkerk van Utrecht, en toegevoegd aan de uitgestrekte moerassen die in 953 door keizer Otto I aan de kerk van Utrecht waren geschonken. Onder het kerkelijke bisdom ontstond zo in de elfde eeuw het Sticht van Utrecht, waarvan het Nedersticht (de huidige provincie Utrecht) en het Amstelland niet alleen onder de kerkelijke, maar ook onder de wereldlijke macht van de bisschop gingen resorteren.
De bisschop legde het beheer van Liudgers erfgoederen rond 1080 in handen van het Utrechtse kapittel van Sint-Marie. De goederen werden beschreven als: “Den Berch ter Horst mit 4,5 mergen lands geheten Santvoert, de tienden van Horstweerde, van Overmeer, van de Grote Nesse, van den Cleynen Nesse mit haren smalen tienden ende mit alle haren toebehoren, die visscherije tot Overmeer mit alle haren toebehoren alse gelegen is, ende dat dagelix gericht van Overmeer mitten berch alset gelegen is”. Het Overmeer (het latere Horstermeer) was al zeer vroeg een gewild bezit vanwege de visserij en de jacht op vogels.
Er bestond een gecompliceerde gezagssituatie in Werinon en omgeving. “De Berg van Ter Horst met 4,5 morgen land, dat de Sandvoorde heette” bleek namelijk een afzonderlijk machtsgebiedje te zijn, een zogenaamd ‘mini-gerecht’, waarover het kapittel en dus ook de bisschop niet zomaar konden beschikken. Gezag werd in die tijd ontleend aan het bezit van rechten. Het patronaatsrecht, (het recht de pastoor te benoemen) en het tiendrecht (belastingrecht) behoorden als erfgoed toe aan een familie die daar reeds actief was (in dienst van de abdij van Werden), de pre-Amstels. Deze pre-Amstels hadden waarschijnlijk een familierelatie met Liudger's grootmoeder van moeders kant, Adelburga, en zijn op deze wijze aan dit erfgoed gekomen. Toen de bisschop dan ook het beheer van het bezit afkomstig van de abdij van Werden in 1080 wilde overdragen aan het kapittel van Sint-Marie, hadden de pre-Amstels bestaande rechten in het oude gerecht Horstwaard en lag het oude Werinon al stevig in hun handen. Zij bezaten er de kerk, gingen over het kerkelijke recht en maakten bovendien de dienst uit over het Overmeer en de zo belangrijke visserij.
Met de overdracht van de gebieden in de Vechtstreek kwamen ook de pre-Amstels onder het gezag van de bisschop van Utrecht.

#### Dienstmannen van de bisschop
Bij de instelling van het kerkelijk rechtsgebied van Amestelle (Ame = water, Stelle = verhoogde, veilige plek) omstreeks 1100 had de bisschop van Utrecht een functionaris nodig om namens hem de rechtsmacht uit te oefenen en de verplichte heffingen te innen in het nieuwe dekenaat. De kerkvorst besteedde deze taken uit aan een van zijn dienstmannen uit het oude land Werinon. De eerste bekende ambtenaar in Amestelle of Amstelland was Wolfgerus, die in 1105 optrad als 'Wolfgerus scultetus (schout) de Amestelle' (1075-1131), dienstman van Burchard, bisschop van Utrecht.
Met het toegenomen wereldlijk gezag van de bisschoppen van Utrecht in de elfde eeuw was ook het aanzien van hun onvrije dienstmannen gestegen. Velen van hen stonden daardoor in hoger aanzien dan de vrijen, de liberi homines. De 'meliores servientes episcopi' oefenden functies uit zoals ondernemers, 'locatores', in de grote ontginningscomplexen in de Vechtstreek en nieuw ontgonnen landerijen.

#### Erfelijk rentmeesterschap en ridderschap
Door toedoen van Wolfgers opvolgers Egbert (1105-1172) en diens zoon Gijsbrecht I van Amstel (1145-tussen 1180/1200), kwam hun rentmeesterschap over de bisschoppelijke goederen erfelijk in de familie. Gijsbrecht II van Amstel (1175-1230) kwam daarboven in het bezit van leengoederen van de Benedictinessenabdij van Elten (D.) in Nardinkland (1224) terwijl hij in 1226 uitgebreide leengoederen in het noordelijk Vechtgebied van de bisschop van Utrecht in erfpacht ontving. Hij werd de vierde schout rentmeester van zijn geslacht in Amestelle. De continuïteit van zijn ambt creëerde een bijzondere verhouding tot zijn heer, de bisschop van Utrecht. Zijn functie bewoog zich juridisch tussen die van dienstman in volledige afhankelijkheid en die van leenman, welke een ruime mate van vrijheid en onafhankelijkheid van de landsheer-bisschop toestond. Hij was voortaan vrij van hele of halve horigheid. Zijn promotie valt af te leiden uit de administratie van het bisdom door de vermelding van 'dominus Giselbertus de Amestel', een titel waarmee hij sinds 1222 officieel voorkomt. De vermelding 'dominus' (heer) voor zijn doopnaam toont aan dat hij tot de ridderschap behoorde: hij was 'miles'. In 1227 wordt het familiewapen van Van Amstel waarschijnlijk voor het eerst gevoerd door Gijsbrecht II in de slag bij Ane. Het wapen wordt als volgt omschreven: gedwarsbalkt van goud en sabel, van acht stukken, waaroverheen een Andreaskruis geschakeerd van zilver en keel in twee rijen. 

#### Militie
Nadat de leden van het ministeriale geslacht van Amstel aldus tot erfelijke rentmeesters/dienstmannen van de bisschop van Utrecht waren opgeklommen, maakten zij carrière in de bisschoppelijke militie. Dit andere facet van hun dienst aan de kerkvorsten van Utrecht ontstond als gevolg van het voortdurende eigenmachtig optreden van vooral de prefeodale graven van Holland, die het gezag van de bisschoppen in het Nedersticht ondermijnden. Hierdoor waren zij genoodzaakt een militaire macht op te bouwen, waarvoor zij krijgslieden recruteerden uit de klasse van hun onvrije dienstmannen. Zij formeerden een bereden en gewapende militie die de kern van het permanente bisschoppelijk leger werd. In deze legergroep kwamen nauwelijks prefeodale edelen meer voor. De positie van Gijsbrecht II in het leger van de bisschop blijkt uit zijn opvallende deelname aan de slag bij Coevorden in 1227, waar werd gestreden tussen de ministerieel krijgslieden van de kerkvorst van Utrecht en de opstandige Drentse bevolking.

#### Heren van Amstel
Gijsbrecht III van Amstel (1200-1252) volgde de maatschappelijke stand van zijn vader en had zijn zetel in Utrecht in zijn 'stenen huis' (domum meam lapideam in Trajecto), waarschijnlijk een van de eerste stenen huizen in de stad aangezien het gebruik van steen in plaats van hout voor de bouw van huizen pas eind 13e eeuw op gang kwam). Hij werd bekend als 'heer van Amstel' en bezat leengoederen in de kerkelijke rechtsdistricten Amestelle, Muiden, Diemen, Weesp, Mijdrecht, Legmeer en Wilnis. Bovendien bezat hij landerijen en rechten rond het Bijlmermeer, het Naardermeer en de Ankeveense Plassen. Omstreeks 1235 was hij de machtigste ministeriaal in het noordwesten van het Nedersticht van Utrecht, en bezat zodanige zeggenschap omtrent oude rechten bij Vreeland en Kortenhoef, dat de bisschop van Utrecht niet geheel probleemloos over de tienden van deze gebieden kon beschikken. Zijn inlijving in de ridderschap en zijn huwelijk met een dochter uit het prefeodaal adellijke geslacht Van Cuijk mogen kenmerkend heten voor de toegenomen maatschappelijke status van het geslacht Van Amstel. De heren van Amstel zelf voerden na 1231 consequent de titel van 'dominus de Amestelle' - heer van Amstel. Uit het huwelijk met Van Cuijk werden twee zonen en een dochter geboren, Gijsbrecht IV, Willem en Elisabeth. Uit een tweede huwelijk met een dochter uit het geslacht Benschop werd zoon Arnoud geboren. Ook de broers en zuster van Gijsbrecht IV bekleedden belangrijke maatschappelijke posities.

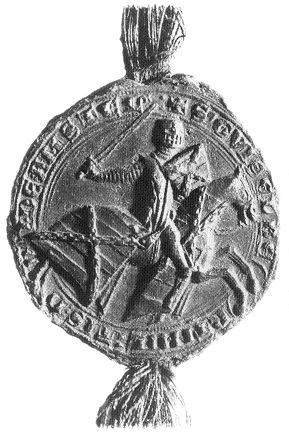
Zegel Gijsbrecht IV van Amstel

## Modernisering waterhuishouding en aanleg Dam in Amsterdam
Willem van Amstel (1235-1293) wordt in ongeveer het jaar 1264/65 vermeld als proost van het kapittel van Sint Jan en de aartsdiaken van Utrecht. Van oudsher werd de proost, meestal afkomstig uit de hoge adel, door de kapittelheren gekozen. Deze aanvaardde daarmee ook de wereldlijke positie van heer van de goederen van het kapittel en de proosdij. Vrijwel meteen na zijn benoeming tot kapittelproost, omstreeks 1264, kwam hij in samenwerking met zijn broer Gijsbrecht IV, heer van het aangrenzende Amestelle, met de Hollandse parochies Kalslagen en Nieuwveen tot een overeenkomst waarin deze tegen betaling het recht kregen de afwatering van hun landen via de Amstel te regelen.  
Ook de proosdijlanden van Sint Jan en de landen van Amestelle voerden hun overtollig water via de Amstel af. In zijn poging om de aanleg van de dam in de monding van de Amstel te dateren, vermoedde Fockema Andrea, dat de genoemde Hollandse parochies voor 1264 geen afwateringskosten afdroegen omdat de Amstel toen nog een open rivier was. Tot in de late vijftiende eeuw echter werd de aangelegde Amsterdam onderhouden door de dorpen Nieuwer- en Ouder Amstel in Amstelland, de proosdij van Sint Jan en de dorpen Mijdrecht, Wilnis en Kudelstaart.  
Op grond van de traditionele regelingen voor onderhoudswerken van waterstaat mag derhalve worden aangenomen dat de dam in de monding van de Amstel op initiatief van de parochies in Amestelle en de proosdij van Sint Jan werd aangelegd en bekostigd. Na de voltooiing van de Amestelleredam (Amsterdam) dienden ook de waterafvoerende dorpen Kalslagen en Nieuwerveen aan de kosten van het onderhoud van de dam bij te dragen, hetgeen in 1267 werd overeengekomen tussen de dorpen, Gijsbrecht IV en zijn broer Willem, de burggraaf van Leiden en Willem van Egmond. Helaas is deze brief in de 14e eeuw verloren gegaan (Van Mieris Charterboek III D. blz. 172).  
De dam in monding van de Amstel zou derhalve dateren uit de periode dat beide heren van Amstel in functie waren 1264-1291. Dat zowel Willem als Gijsbrecht IV van Amstel direct bij de aanleg van de dam in de monding van de Amstel waren betrokken moge blijken uit hun belangen landinwaarts. Zij bezaten samen met andere familieleden de rechtsmacht in vrijwel het gehele afwateringsgebied aan de Amstel.  

## Van Amstel - Van IJsselstein

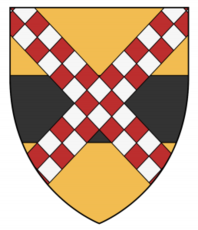
Wapen van IJsselstein

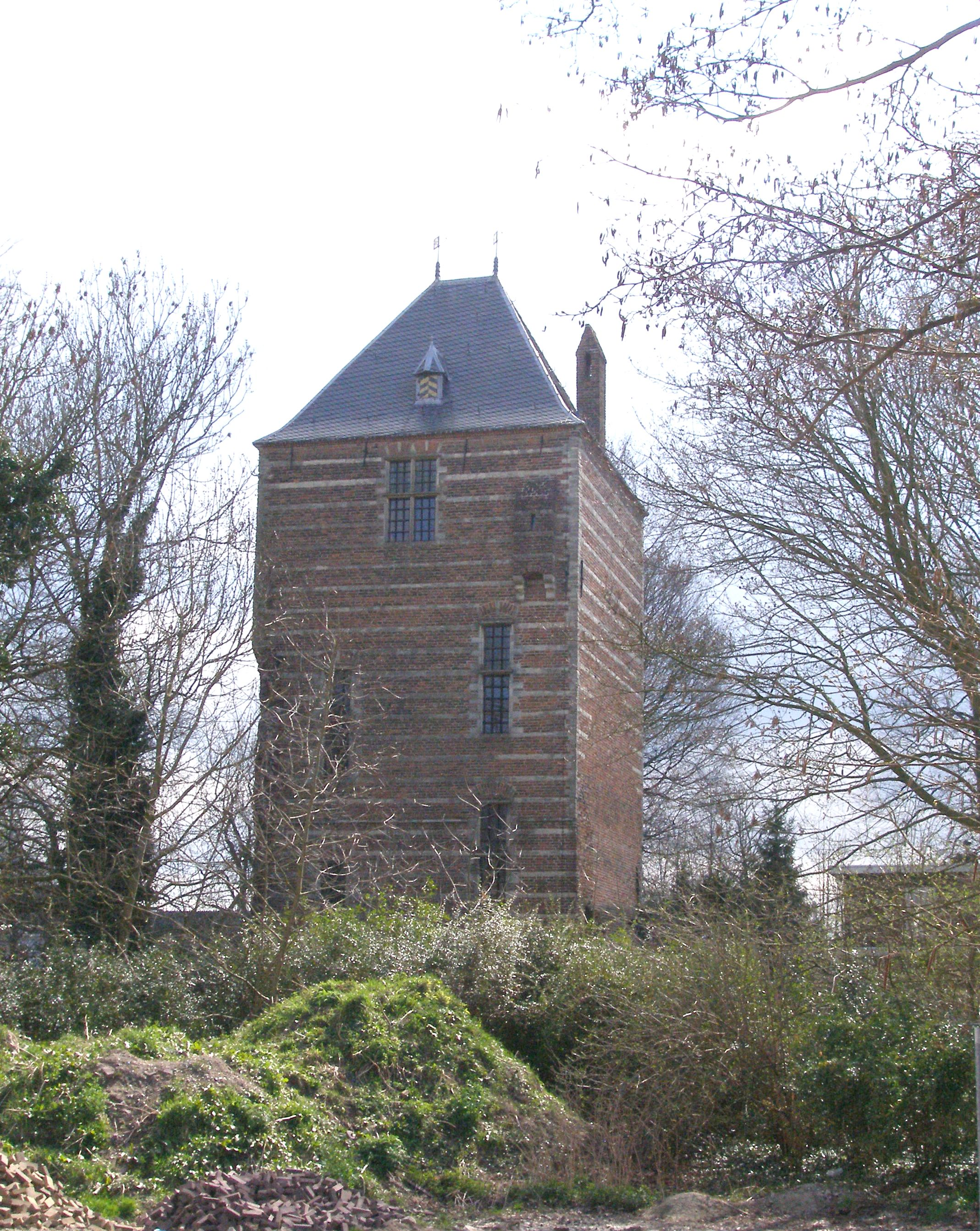
De overgebleven toren van Kasteel IJsselstein.

Arnoud van Amstel (1240-1291) heeft waarschijnlijk via moederszijde Benschop en andere Stichtse lenen in bezit gekregen. Gijsbrecht, de zoon van Arnoud verklaart in 1279 dat zijn voorvaderen heren van Benschop, Polsbroek en IJsselstein waren. Op 25 augustus 1288 wordt Arnoud uitdrukkelijk vermeld als heer van Benschop. In 1267 blijkt Arnoud leenman te zijn van goederen te Benschop, IJsselstein en Polsbroek in het bezit van het Sticht, dat wil zeggen van de bisschop en de kapittels van de Dom, Oudmunster, en Sint Marie. Ook in 1267 gebruikt hij voor het eerst een zegel met het wapen van de Van Amstels met het geblokte Andreaskruis, alleen met één brisure in plaats van de acht gedwarsbalkte stukken van het originele Amstelwapen. Zijn gebroken wapen kan zowel verwijzen naar zijn afkomst als zoon uit een tweede huwelijk als naar de stichting van de nieuwe tak van Amstel - van IJsselstein, of beide. Onder Arnoud en zijn zoon Gijsbrecht groeide IJsselstein uit van een kasteel met een aantal boerderijen tot een stad.

## Gijsbrecht IV en complot tegen Floris V
Gijsbrecht IV (1235-1303) koesterde in navolging van zijn vader plannen om zijn dienstverhouding met de bisschop van Utrecht te verbreken. Hij meende zijn onafhankelijkheid te kunnen realiseren tijdens het episcopaat van de zwakke elect-bisschop Jan van Nassau, 1267-1290. Reeds in een vroeg stadium van de controverse tussen Van Amstel en de elect van Utrecht mengde graaf Floris V van Holland, zich in het Stichtse conflict teneinde het kleine graafschap Holland ten koste van Stichts grondgebied uit te breiden. Floris V is in zijn opzet geslaagd. Nadat Jan van Nassau in 1280 door Gijsbrecht IV met steun van de graaf financieel en politiek ten gronde was gericht, werd Van Amstel op zijn beurt door de graaf uitgeschakeld. Na een internering van vijf jaar werden Gijsbrecht IV en zijn broers weer door Floris V in genade aangenomen. Van 1285 tot 1296 was Gijsbrecht IV leenman van Holland over zijn voormalige Stichtse dienstgoederen, die Floris V van de bisschop van Utrecht in onderpand had geëist als betaling van gegeven militaire hulp.
Toen Floris V in Januari 1296 zijn expansiedrift ten koste van Vlaanderen met steun van de Franse koning meende te kunnen realiseren, beging hij een fatale misstap. De Engelse koning, tegen wiens Vlaamse belangen Floris V was ingegaan, gaf aan Gijsbrecht's neef, Jan I van Cuijk, opdracht de graaf van Holland in gijzeling te nemen en over te brengen naar Engeland. Van Cuijk organiseerde de ontvoering die echter bij Muiden mislukte en Floris V werd gedood. Als gevolg van zijn deelneming aan de staatsgreep tegen Floris V werd Gijsbrecht IV van Amstel verbannen, terwijl zijn goederen verbeurd werden verklaard. Hij vond zijn toevlucht in 's-Hertogenbosch, de noordelijke grensstad van het hertogdom Brabant, waar hij hertogelijke bescherming genoot en materiële ondersteuning ontving van zijn invloedrijke neef Jan I van Cuijk.
In een tijdsbestek van acht jaar, 1296-1304, hebben Gijsbrecht IV en na 1303 zijn zoon Jan met medewerking van Van Cuijk tot driemaal toe tevergeefs de rechten op hun geconfisqueerde leengoederen geprobeerd te herstellen. 
Gijsbrechts zoon Jan I van Amstel (1270-1345) lukte het in 1304 nog een tijd Amsterdam te bezetten, maar de stad werd belegerd en Jan moest uiteindelijk uit de stad wegvluchten. Amsterdam moest als straf de nieuw verworven stadsrechten weer tijdelijk inleveren en de verdedigingswerken van de stad werden op last van de graaf afgebroken. Na zijn verbanning vestigde Gijsbrecht IV zich waarschijnlijk in Kleef (Kleve) en bezat hij onder andere leengoederen in het Hertogdom Brabant. 
Amstelland werd eigendom van graaf Jan II van Holland, die het in 1300 in leen gaf aan zijn broer Gwijde van Avesnes, bisschop van Utrecht. Ook de IJsselsteinse bezittingen van de heren van Amstel werden aan Guy geschonken, die het in 1308 weer in leen gaf aan Gijsbrecht van IJsselstein. Guy's dochter Maria van Henegouwen trouwde met Gijsbrechts zoon Arnoud van IJsselstein.

## Huizen en bezittingen van de heren van Amstel

### Ouderkerk
In de Annalen van Egmond wordt een 'domus Giselberti honorifice structure' (ere-structuur of deftig huis) vermeldt. Uit de samenhang van de tekst kan worden opgemaakt dat dit 'domum Giselberti' het huis van Gijsbrecht II van Amstel in Ouderkerk moet zijn geweest dat in 1204 door de Kennemers werd verwoest. Vermoedelijk werd in de stichting van dit huis voorzien door de bisschop van Utrecht toen de eerste kolonisten zich vestigden in Amestelle om het moerasgebied droog te leggen en te ontginnen. Van een dienstwoning voor de schout van Amestelle zou omstreeks 1105 sprake kunnen zijn. Daar waar op dit moment de Portugees-Joodse begraafplaats Beth Haim in Ouderkerk ligt zou het huis van Gijsbrecht II en zijn voorgangers moeten worden gezocht. Waarschijnlijk eerst een houten versterking die later werd opgetrokken in steen.
Voor de aanleg van een nieuwe begraafplaats kocht de Portugees-Joodse gemeente van Amsterdam in de zeventiende eeuw twee terreinen aan, waarvan de namen verwijzen naar het bestaan van een versterkt huis, een burcht met bijbehorend land. Het eerste perceel 'borchland' genaamd werd in 1619 aangekocht terwijl het aangrenzende terrein 'het hoflant bi den berg' in 1690 in handen kwam. Op het deel van de begraafplaats dat 'borchland' heette, bevindt zich een verhoging waarvan professor Levelt van het Instituut voor Aardwetenschappen van de V.U. van Amsterdam in 1985 tot de conclusie kwam dat deze kunstmatig moet zijn aangebracht. Vanwege de verhoging op het 'borchland', waaraan de benaming 'het hoflant bi den berg' refereert, kunnen de twee aangrenzende percelen, gezien de geografische situatie, als delen van eenzelfde terrein worden beschouwd.
Dit terrein dat ligt aan de samenvloeiing van de Amstel en de Bullewijk is aan twee zijden door water omgeven en zeer strategisch gelegen voor de bouw van een 'deftig huis' zoals in de Egmonder annalen is beschreven. De resten van een verhoging op het deel van de begraafplaats dat 'borchland' heette, doet vermoeden dat op deze plaats een versterkt huis van het type motteburcht kan hebben gestaan. Omstreeks 1204 bezat de ministerialiteit van Utrecht over het algemeen geen burchten maar gezien de schadevergoeding die Gijsbrecht II van Amstel van de graaf van Holland vermoedelijk voor de verwoesting van de goederen in Ouderkerk ontving, is de mogelijkheid van eigendom niet uit te sluiten.
Bij de inval van de Kennemers in het Neder-Sticht tijdens de Loonse successieoorlog in 1204 werd het huis, dat Gijsbrecht II in Ouderkerk bewoonde, verwoest. Bij deze strafexpeditie, die gericht was tegen de bisschop en zijn rentmeester in Amestelle, staken de Kennemer boeren de Amsteldijk door zodat de ontgonnen venen onder water liepen. Het 'deftige huis' van Gijsbrecht II en de bijbehorende boomgaard gingen in de vlammen op. Vermoedelijk werd het bestuurscentrum na 1204 weer opgebouwd. Dat Gijsbrecht II zich na 1204 weer in Amestelle vestigde lijkt twijfelachtig.

### Utrecht
Oorkonden van na 1207 waarin hij als getuige voor zijn heer optrad pleiten voor een hoofdzetel in Utrecht. Dat hij een huis in Utrecht bezat, blijkt kort na zijn overlijden. Op 19 februari 1231 droeg zijn zoon Gijsbrecht III zijn stenen huis in de stad Utrecht op aan Floris IV, graaf van Holland en ontving het van de graaf in leen terug. De vermelding van een bakstenen huis in 1231 is bijzonder, aangezien pas tegen het einde van de dertiende eeuw hout in ruimere mate als bouwmateriaal door baksteen werd vervangen. Het bakstenen huis dat Gijsbrecht III in Utrecht bewoonde is wellicht kort na de verwoesting van het Slot Amstel in Ouderkerk in 1204 gebouwd en daarmee misschien een van de eerste van zijn soort.

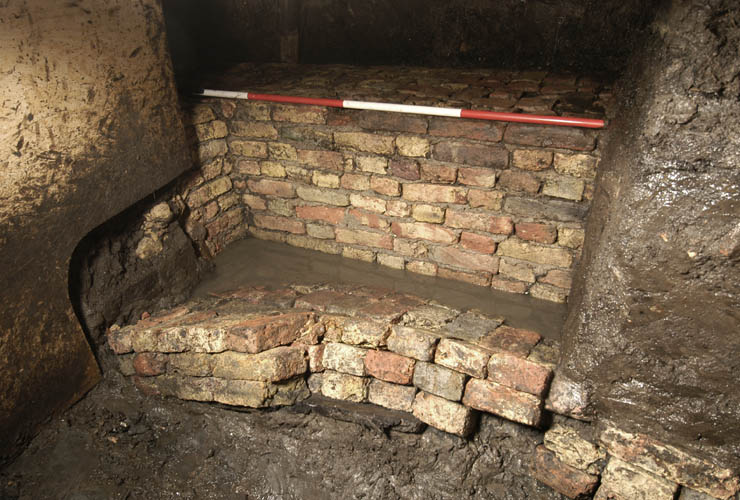
Opgraving van een 13e-eeuwse versterking bij de Nieuwezijds Kolk in Amsterdam. Mogelijk resten van een kasteel van de Heren van Amstel

### Amsterdam
In 1994 werden in Amsterdam (aan de Nieuwendijk, ten zuiden van de Nieuwezijds Kolk) de funderingen van een kasteel ontdekt. Mogelijk werd dit kasteel gebouwd door de heren van Amstel en later op last van de graaf afgebroken, hoewel historici hierover nog van mening verschillen.

### Weesp
In 2022 is door het bureau Monumenten en Archeologie van de gemeente Amsterdam uitgebreid onderzoek gedaan naar het 'verdwenen' kasteel Huis ten Bosch bij fort Uitermeer aan de Vecht bij Weesp. Op verschillende oude kaarten werd het bestaan van dit kasteel al bevestigd. Bij het onderzoek werden de resten van het kasteel en een slotgracht gevonden in de ondergrond. 
Het is aannemelijk dat de Van Amstels, om de noordzijde van het Sticht en het Amstelland en hun belangrijke bronnen van inkomsten uit de (verpachting van) uitgestrekte waterlanden, bos, jacht- en visserijgebieden bij Ouderkerk, Nigtevecht, Weesp, Uitermeer en Overmeer (Nederhorst) te besturen en beschermen, meerdere versterkingen hebben opgericht zoals in Ouderkerk (strategisch gelegen aan de Amstel) en bij Weesp (strategisch gelegen aan de Vecht). Deze versterkte woonhuizen en verdedigingswerken, waarschijnlijk ook gebruikt om oogsten op te slaan, werden waarschijnlijk eerst van hout gemaakt (in de tijd van Wolfgerus en Egbert) en later opgetrokken in steen. Ook de kern en kerkberg Werinon (het huidige Nederhorst den Berg) waren in het bezit van de familie Van Amstel. Op de plek van het huidige kasteel Nederhorst (waarvan in de 13e eeuw al melding wordt gemaakt) heeft waarschijnlijk ook een versterking van de Heren van Amstel gestaan. Hier is nog geen archeologisch onderzoek naar gedaan. In 1257 wordt Alphert van Wulven als Heer van Werinon (Nederhorst) vermeld. De familie Van Wulven, ook een familie behorend tot de Stichtse ministerialiteit en actief in Nederhorst, de Langbroekerwetering, Woerden en Houten, was in de 12e eeuw al via een huwelijk verbonden aan de Van Amstels. 

### Reygersbroeck
In oude teksten wordt gesproken over een 13e-eeuwse lusthof van de Heren van Amstel, genaamd Reygershof of Reygersbroek en wordt dit in Ouderkerk op de huidige Joodse begraafplaats geplaatst. Tot de 18e eeuw heeft, ter hoogte van de Provincialeweg 30 in Amsterdam, een buitenplaats Reygersbroeck bestaan. Dit was gesitueerd aan de rand van of in het toenmalige Reyghersbosch. Hier is nog geen archeologisch onderzoek gedaan. 

### Overige
De bezittingen en gebieden van de familie van Amstel, opgebouwd in meerdere generaties, waren aanzienlijk:
- Het land van Amestelle; de oudste bezitting waaraan het geslacht haar naam ontleende
- Mijdrecht
- Diemen
- Bindelmerebroec met het Reyghersbosch en Huys Reigersbroek (de Blijmerlanden)
- Muiden en Muiderpoort en alles wat daartoe behoorde
- Huys te Muiden (het slot), de stad en de Ban van Muiden
- Wispe (Weesp en Weesperkarspel, Huys ten Bosch)
- 't Goet bi der Vecht (het land op de linker Vechtoever tussen Weesperkarspel en Loenen)
- Loenen met het kasteel Kroonenburg
- Vreeland (in pandschap)
- Nardingerlant of ook wel Gooiland met al zijn toebehoren
- de Heerlijkheid Mijnden (omstreeks 1200 afgezonderd ten behoeve van Egidius, de broer van Gijbrecht II, waarvan de nakomelingen zich Mijnden noemden)
- de Heerlijkheid IJsselstein (toebedeeld aan Arent, de broer van Gijsbrecht IV) en goederen in Lopik en Schalkwijk

## Allianties
Via huwelijken ging de familie van Amstel belangrijke verbintenissen aan met andere invloedrijke adellijke families:
-Van Wulven (hieruit ontstond later Ter Horst en ook Sterkenburg - vermoeden is dat Van Amstel en Van Wulven uit dezelfde stamfamilie kwamen, waarbij de pre-Amstel's de oudste rechten hadden)
-Cuijk (Jan I van Cuijk was een neef van Gijsbrecht IV van Amstel, zijn tante Aleidis was getrouwd met Gijsbrecht III van Amstel)
-Van Zuylen (Henrica van Amstel, dochter van Hendrik van Amstel was getrouwd met Steven II van Zuylen)
-Ten (of Uten) Goye (Rixa van Amstel, dochter van Gijsbrecht I van Amstel was getrouwd met Walter Uten Goye)
-Van Woerden (Badeloge van Amstel, dochter van Gijsbrecht III van Amstel was getrouwd met Herman V van Woerden)

## Toneelstuk
Joost van den Vondels toneelstuk Gysbrecht van Aemstel is mogelijk het bekendste toneelstuk uit de Nederlandse literatuur. De historische gebeurtenissen in het 14e-eeuwse Amsterdam waar de 17e-eeuwse Vondel in zijn 'Gijsbrecht' naar verwijst, voltrokken zich in werkelijkheid niet rond zijn hoofdpersoon Gijsbrecht IV van Amstel, maar rond diens zoon Jan. Gijsbrecht dankt zijn status als held van Amsterdam – zo kreeg hij een beeld in de Beurs van Berlage en werd het Amsterdamse Gijsbrecht van Aemstelpark naar hem vernoemd – dus eerder aan Vondels 'dichterlijke vrijheid' dan aan historische feiten.

## De familie Van Amstel 11e - 14e eeuw
- Wolfgerus van Amstel 1075-1131 (dienstman, ministeriaal en vermoedelijk eerste schout van Amestelle)
- Egbert van Amstel 1105-1172 (ministeriaal, schout en erfelijk rentmeester van Amestelle)
- Gijsbrecht I van Amstel 1145-1189/1201 (ministeriaal, schout en rentmeester van Amestelle)
- Gijsbrecht II van Amstel 1175-1230 (ministeriaal, ridder, en heer (dominus) van Amestelle (Amstelland) - voert als eerste familiewapen Van Amstel)
- Gijsbrecht III van Amstel 1200-1252 (ministeriaal, ridder en heer van Amestelle)
- Gijsbrecht IV van Amstel 1230-1303 (ministeriaal, ridder en heer van Amestelle)
- Jan I van Amstel 1270-1345 (heer van Amestelle)

## Wetenswaardigheden
- Cafés in Amsterdam, Breskens, Arnhem en Mallorca zijn vernoemd naar de heren van Amstel.